# Gerhard Günther (Politiker)

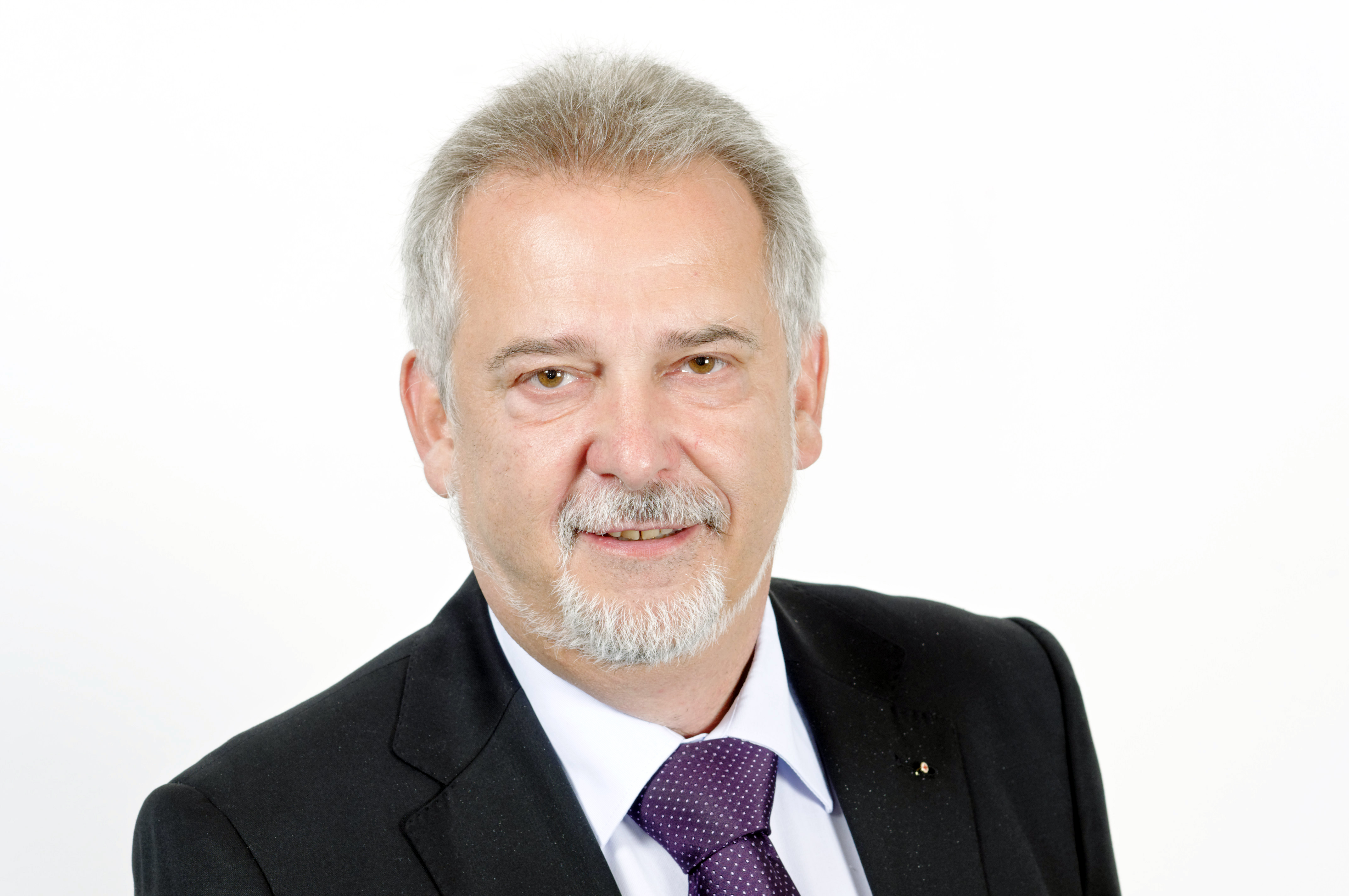
Gerhard Günther, 2011

Gerhard Günther (* 29. Dezember 1955 in Rathenow; † 26. April 2015) war ein deutscher Politiker (CDU) und von 2004 bis 2014 Mitglied des Thüringer Landtags.

## Werdegang
Günther arbeitete von 1974 bis 1993 als Kfz-Mechaniker und wurde danach in der öffentlichen Verwaltung tätig. Von 1994 bis 2001 war er ehrenamtlicher 1. Beigeordneter der Stadt Königsee, anschließend von 2001 bis 2004 2. Kreisbeigeordneter des Landkreises Saalfeld-Rudolstadt und Fachbereichsleiter Jugend, Soziales und Gesundheit.
Bei der Landtagswahl 2004 wurde Günther in den Thüringer Landtag gewählt. Er war außerdem Kreisvorsitzender und Landesvorsitzender der KPV Saalfeld-Rudolstadt, Kreisvorstandsmitglied der CDU, Kreisbeigeordneter und Mitglied des Kreistags.
2009 wurde bei Günther eine schwere Lungenerkrankung diagnostiziert. Ende 2011 musste er sich einer Lungentransplantation unterziehen und lag danach mehrere Wochen im Koma. Nachdem sich sein Gesundheitszustand seit Herbst 2013 erneut verschlechterte, entschied er sich bei der Landtagswahl 2014 nach zehn Jahren gegen eine erneute Kandidatur. Gerhard Günther verstarb am 26. April 2015 im Alter von 59 Jahren.
Seit 2008 war Günther Präsident des DRK-Landesverbandes Thüringen.